# Haale
Haale – miejscowość i gmina w Niemczech, w kraju związkowym Szlezwik-Holsztyn, w powiecie Rendsburg-Eckernförde, wchodzi w skład urzędu Jevenstedt.

## Osoby urodzone w Haale
- Jürgen Kröger – architekt